# Сарбегово
Сарбегово или Асарбегово (грч. Δροσερό, Дросеро) је насељено место у општини Пела у периферији Средишња Македонија, Грчка. Према попису из 2021. године био је 391 становник.
Према бугарском географу и историчару, Василу Канчову, у Сарбегову је 1900. године живело 300 Словена хришћана и 100 Турака. Године 1924. принудно је исељено турско становништво у Турску и 58 Словена у Бугарску, а на њихово место су насељене грчке избегличке породице из Турске (289 особа) и неколико аромунских породица. На попису из 1991. године Сарбегово је имало 558 становника, од чега су трећину чинили Словени.